# Ghousenagar, Raichur
Ghousenagar là một làng thuộc tehsil Raichur, huyện Raichur, bang Karnataka, Ấn Độ.